# Camp Raven
Camp Raven ist eine Forschungsstation auf dem grönländischen Inlandeis, die nur während der Sommermonate von etwa April bis Oktober besetzt ist.

## Allgemeines
Das Forschungscamp Camp Raven liegt in unmittelbarer Nähe einer ehemaligen US-amerikanischen Radarstation mit der Bezeichnung DYE 2, die während des Kalten Krieges eingerichtet, später dann aber im Zuge der Entspannung zwischen den Machtblöcken wieder aufgegeben wurde. Die ebenfalls gebräuchliche Bezeichnung Camp Raven wurde in die heutige Zeit für die Forschungsstation übernommen. Die Radarstation steht noch immer dort, wie sie damals von den US-Soldaten verlassen wurde, wird aber mit jedem Jahr immer weiter vom Schnee eingehüllt. Das Areal in unmittelbarer Nähe wird auch in heutiger Zeit noch vom US-Militär zu Übungszwecken benutzt.
Die Versorgung mit Baumaterial, Ersatzteilen, Lebensmitteln und anderen Bedarfsgegenständen des Forschungslagers erfolgt über den Luftweg. Die Station verfügt über eine kleine Windkraft-Anlage, die ausreichend Strom produziert und außerdem eine Reihe von Akkumulatoren speist. Trinkwasser wird durch Aufschmelzen von Schnee gewonnen, der zur Vermeidung von Verunreinigungen aus einem eigens dafür abgesteckten Areal geholt wird.

## Geografische Lage

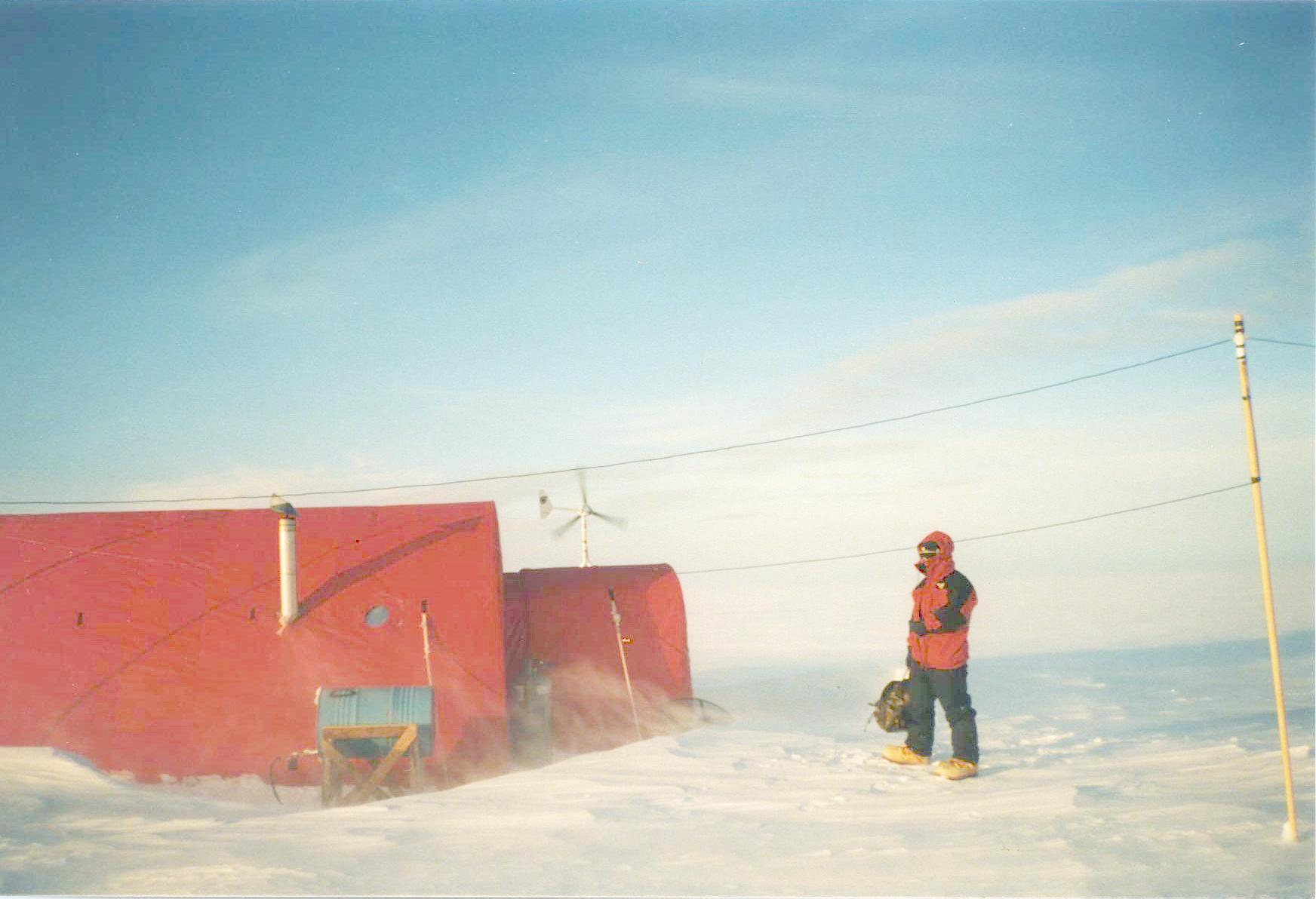
Camp Raven: Das Tunnelzelt dient als Küche, Arbeits- und Schlafraum gleichermaßen. Das Windrad hinter dem Zelt dient der Stromerzeugung, die Tonne im Vordergrund liefert Brennstoff.

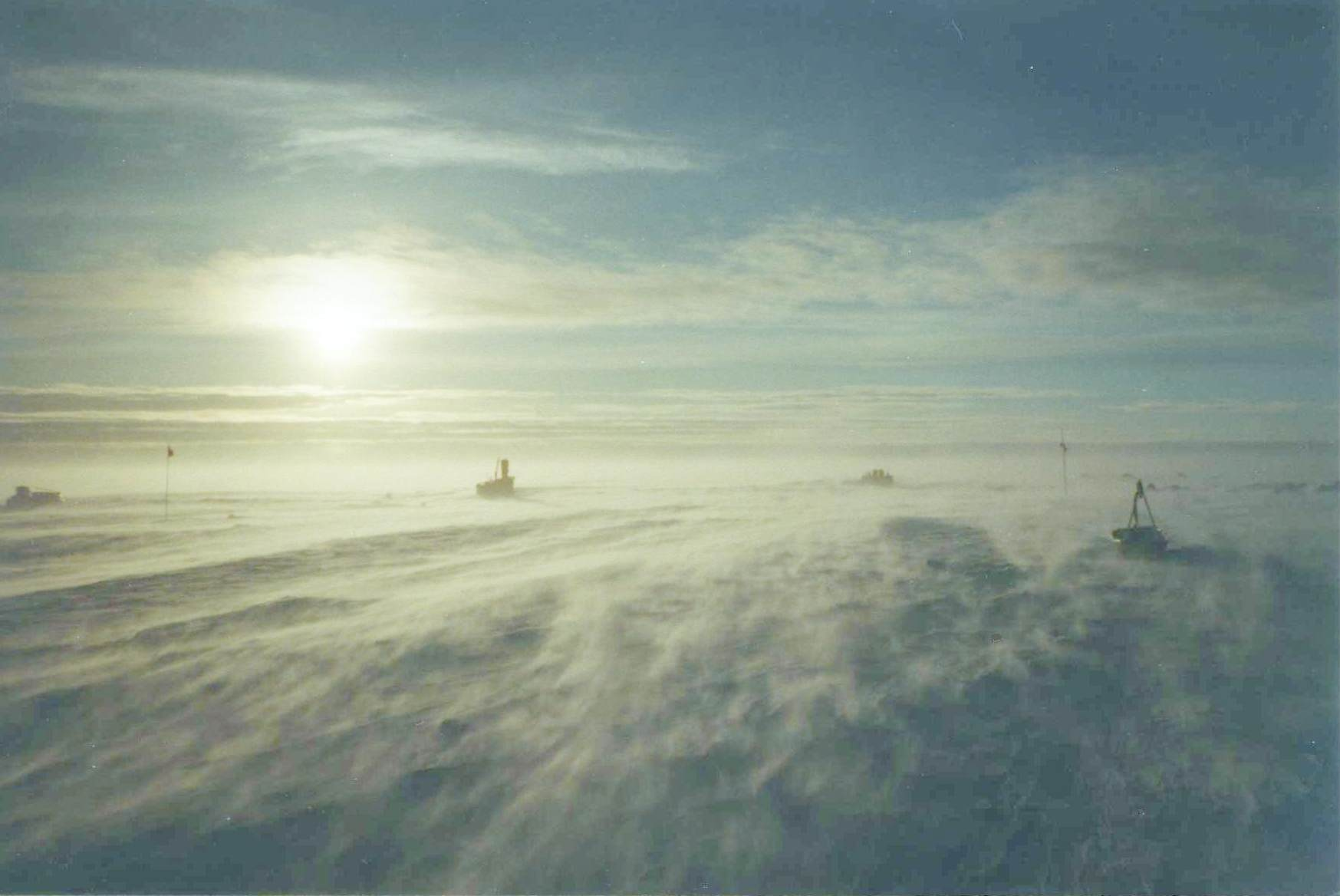
Ausblick von Camp Raven Richtung Westen auf das Inlandeis kurz nach einem Schneesturm. Die aufgetürmten Ballen und Kisten enthalten Vorräte, Werkzeuge und andere Materialien

Das Camp liegt bei etwa 66,5° nördlicher Breite und 46,3° westlicher Länge auf dem grönlandischen Inlandeis in etwa 2110 m Höhe über dem mittleren Meeresspiegel. Die Station befindet sich in ca. 200 km Entfernung von Kangerlussuaq, der nächsten festen Besiedlung mit Flughafen. Die Eisschicht weist in dieser Region eine Mächtigkeit von 2027 m auf (abgeleitet aus geophysikalischen Radar-Messungen). Zu erreichen ist das Lager nur per Flugzeug oder per Hunde- oder Motorschlitten.

## Nutzung

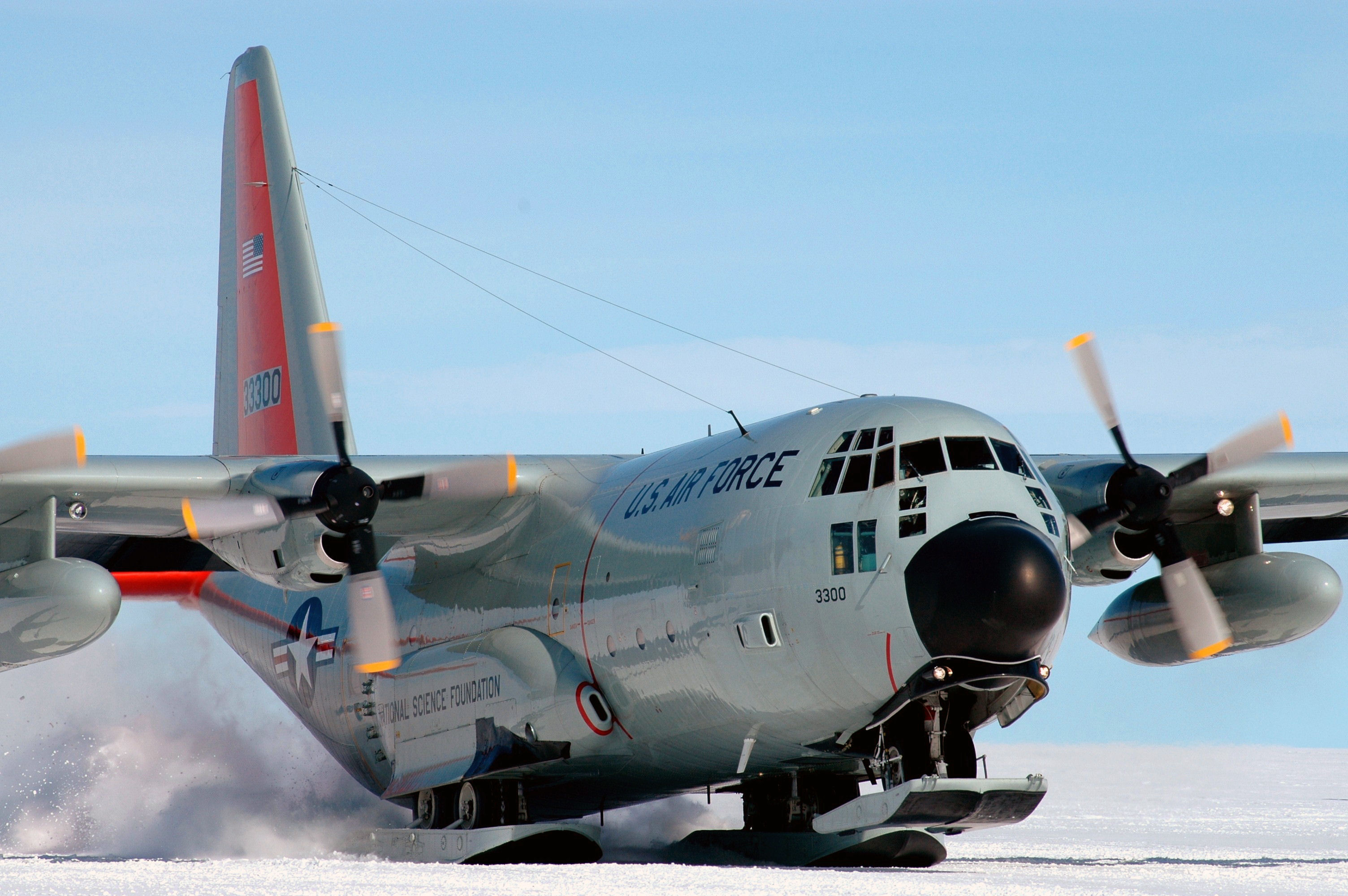
Versorgungstransporter für diese Station

Die Forschungsstation Camp Raven wird wegen ihrer geografischen Lage nahe dem nördlichen Polarkreis nur während der Sommermonate, in der Regel von zwei Personen, betrieben. Da das Camp keine festen Gebäude aufweist, wird das Lager während des Winters komplett abgebaut. Der genaue Betriebszeitraum hängt daher von der vorherrschenden Wetterlage ab, liegt aber generell etwa zwischen April und Oktober.
Die Station dient als Anlaufpunkt für Glaziologen (Polar-, eigentlich richtiger: Gletscherforscher) und betreut zudem eine Reihe von überwiegend meteorologischen, teils auch geophysikalischen Messgeräten. Eine weitere Aufgabe ist die Offenhaltung der Landepiste, für die schweren Hercules-Maschinen der New York Air National Guard (siehe auch Artikel Kangerlussuaq), die in diesem Gebiet Bombenabwurf-Übungen und Überlebenstraining im Eis durchführt. Die schwerfällige mit Gleitkufen bestückte Hercules benötigt für den Start eine besonders ebene Piste, die stete Planier- und Räumarbeiten erforderlich machen.